# Gugeline
Gugeline ist eine Oper (Originalbezeichnung: „Bühnenspiel“) in fünf Aufzügen von Ludwig Thuille (Musik) mit einem Libretto von Otto Julius Bierbaum. Die Uraufführung fand am 4. März 1901 im Bremer Stadttheater statt.

## Handlung

### Erster Aufzug
Frisch gemähte Wiese vor einer mit Efeu bewachsenen Mauer unter einer Trauerweide
Hinter der Mauer ein hoher Berg mit Wald und Wiese; darauf ein großes von Mauern umgebenes Schloss.
Der Gärtner und die Gärtnerin rechen die Wiese in regelmäßigen Bahnen. Immer wenn sie sich in der Mitte begegnen, küssen sie sich liebevoll. Der Prinz beobachtet das Paar von der Mauer aus, wobei er besonderes Interesse für die Gärtnerin zeigt. Sein Narr Buckel, ein kleiner Mann mit einer Geige und Schellen an den langen Schnabelschuhen, versucht, ihn von der Mauer wegzuziehen. Durch das Geräusch seiner Schellen schreckt das Gärtnerpaar auf und flieht erschrocken. Der Prinz, der noch nie zuvor eine Frau gesehen hatte, fragt seinen Begleiter nach diesem seltsamen Wesen. Der König hatte Buckel jedoch verboten, mit dem Prinzen über Frauen zu sprechen, weil er seinem Sohn die Erfahrung des Liebeskummers ersparen wollte. Um dem Prinzen dennoch das Wesen der Liebe zu erklären, spielt Buckel ein Lied auf seiner Geige. Der Prinz ist nun fest entschlossen, die Frauen kennenzulernen.

### Zweiter Aufzug
Festlich geschmückter Prunksaal im Bergschloss
Links hinten und rechts in der Mitte große Türen; in der Hinterwand hohe Rundbogenfenster; rechts hinten ein überdachter Thronbau mit mehreren Stufen, oben der Thron des Prinzen, darunter Stühle für die Würdenträger; an der linken und der hinteren Wand Polsterbänke.
Um den Prinzen zu vermählen, hat der König drei Prinzessinnen zu einem Fest geladen. Große und kleine Junker tanzen fröhlich, bis die Würdenträger – der Obersthofmeister, der Monsieur und der Professor – eintreffen und der Obersthofmeister alle auf ihre Plätze verweist. Nach dem ausschließlich männlichen Schlossgesinde und vier Hartschieren erscheint schließlich der ganz in weiße Seide gekleidete Prinz, begibt sich zu seinem Thron und hält eine kurze Rede. Anschließend stellen sich nacheinander die reiche, die gelehrte und die schöne Prinzessin vor. Dem Prinzen gefällt jedoch keine von ihnen. Nach jeder Ablehnung spielt Buckel ein Stück auf seiner Geige, und die jeweilige Prinzessin zieht traurig wieder ab. Die Anwesenden verleihen ihrer Enttäuschung Ausdruck. Der Prinz lässt sich noch einmal Buckels Weise vorspielen und nimmt sich vor, die darin beschriebene Frau in der Ferne zu suchen.

### Dritter Aufzug
Einfaches Bauerngärtchen mit regelmäßigen Beeten und Hecken
Hinter dem Garten eine Wiese und ein Wald; links ein großes Bauernhaus; rechts hinten eine Laube, zu der ein Weg von der Haustür führt; in der Mitte des Wegs ein großer Rosenstrauch; vor dem Haus Obstbäume; halbheller Sommerabend.
Gugeline, die Tochter des Dorfschulzen, soll am nächsten Tag einen Ehemann wählen. Sie träumt von einem Prinzen, der sie in einem goldenen Wagen mit vier Schimmeln abholt. Als hinter der Szene Buckels Weise erklingt, beugt sie sich lauschend über die Rosen und schließt ergriffen die Augen. In diesem Moment kommt der als Spielmann verkleidete Prinz leise aus dem Wald und küsst sie von hinten auf den Scheitel. Gugeline dreht sich um, betrachtet ihn liebevoll und küsst ihn auf den Mund. Beide verlieben sich sofort heftig ineinander. Gugeline schlägt den vermeintlichen Geiger scherzhaft mit einem Backenstreich und einem Kuss zu ihrem Ritter.

### Vierter Aufzug
Gemeindewiese
Ein Halbrund von Linden umgibt die Wiese; vorne auf beiden Seiten zwei große Linden mit grasbewachsenen Wurzelhügeln; auf dem linken Hügel ein mit Blumen geschmückter Stuhl, darunter eine Bank; auf dem rechten Hügel ein Podium für die Dorfmusik; hinter den Linden Gaukler- und Wirtszelte, Bänke und Tische; an den Linden eine grüne Schnur als Absperrung; links ein Rankenbogen für den Eintritt Gugelines, rechts ein weiterer für die Freier.
Bereits vor der offiziellen Eröffnung der Festlichkeiten vergnügt sich das Volk mit Wein und Gesang. Ein Ausrufer lockt Publikum in sein Zelt mit Kuriositäten. Der Dorfwaibel marschiert an der Spitze der Dorfmusik ein und verkündet, dass der Tradition gemäß die Tochter des Schulzen bei Vollendung des 18. Lebensjahres einen von drei Bewerbern wählen solle. Dieser Tag sei heute gekommen. Er löst die Schnur und lässt die Menge auf die Wiese. Die Gaukler, darunter auch der Prinz, verbleiben hinter den Linden. Gugeline erscheint mit einem grünen Kranz auf dem Kopf und setzt sich auf den Stuhl unter der linken Linde. Nach Aufforderung durch den Schulzen ruft sie nacheinander die drei Bewerber auf: einen dicken und arroganten reichen Bauern, einen dürren schlauen Bauern und einen jungen starken Bauern. Zur Empörung des Volkes weist Gugeline alle drei ab. Man droht, sie ins Haus zu sperren, bis sie es sich anders überlegt. Da greift der noch immer als Geiger auftretende Prinz ein, um sie zu verteidigen. Er ruft aus, dass er sogar mit dem Prinzen um Gugeline kämpfen wolle. Die Menge überwältigt ihn und schleppt ihn fort. Da trifft ein Eilbote des Königs ein, der nach dem Prinzen sucht. Als man ihm von dem frevelhaften Gefangenen berichtet, lässt er diesen zur Aburteilung ins Schloss bringen. Gugeline folgt ihm unter dem Hohngelächter der Bauern.

### Fünfter Aufzug
Hof des Bergschlosses
Links ein Stück des Burgbaus, in der Mitte davor unter einem Säulendach ein breiter Steinsitz; rechts eine Freitreppe zum eigentlichen Schloss; hinten eine hohe breite Mauer mit runden Türmen an beiden Seiten; zwischen Freitreppe und Mauer ein Tor; Türen führen von den Türmen auf die Mauer; eine Treppe führt von der Mitte der Mauer zum Hof; alles in verwittertem rotbraunem Stein; helle Frühsommertagsstimmung.
Während Geharnischte auf der Mauer und am rechten Turmtor Wache halten, sitzt Buckel nachdenklich oben auf der zum Hof führenden Treppe. Posaunen erklingen hinter der Szene, und er erwacht wie aus einem Traum. Er bereut, dem Prinzen seine Geige geliehen zu haben, ohne ihn zu begleiten. Als Glocken das Ende der Schule verkünden, stürmen die kleinen und kurz darauf auch die großen Junker auf Buckel zu. Alle haben nur ein Thema: Der Prinz ist ausgerissen. Der Obersthofmeister versucht, die Ordnung wiederherzustellen. Der König verlangt vergeblich Auskunft über den Verbleib seines Sohnes. Der Obersthofmeister informiert ihn stattdessen über den Gefangenen, der nun aus dem Turm gelassen wird – tief vermummt mit viel zu großem Hut und Mantel. Buckel kommt die Gestalt irgendwie bekannt vor. Da sie jegliche Antwort auf die Fragen des Königs verweigert, steht das Urteil schnell fest. Doch bevor der König es aussprechen kann, melden die Türmer einen Reiter. Kurz darauf erscheint der Prinz und bittet seinen Vater um Verzeihung. Der erleichterte König gewährt sie ihm. Er verspricht ihm zudem die Erfüllung eines Wunsches, damit er in Zukunft nicht mehr fortlaufe. Da wünscht sich der Prinz „eine Frau […] auf der Stelle“. Er spielt auf seiner Geige, und die vermummte Gestalt tritt nach vorne. Der Prinz nimmt ihr Mantel und Hut ab: Es ist Gugeline. Alle sind von ihrer Schönheit beeindruckt. Der Prinz erzählt, dass sie im Kerker mit ihm selbst den Platz getauscht habe, um ihn zu retten. Der König gibt dem Paar seinen Segen. Als Buckel den Prinzen um die Rückgabe seiner Geige bittet, erklärt dieser, dass er den Bogen fortan als Zepter tragen und ihn damit zum Ritter schlagen werde. Gugeline erhält eine Krone. Alle huldigen ihr und ziehen jubelnd zum Thron.

## Gestaltung

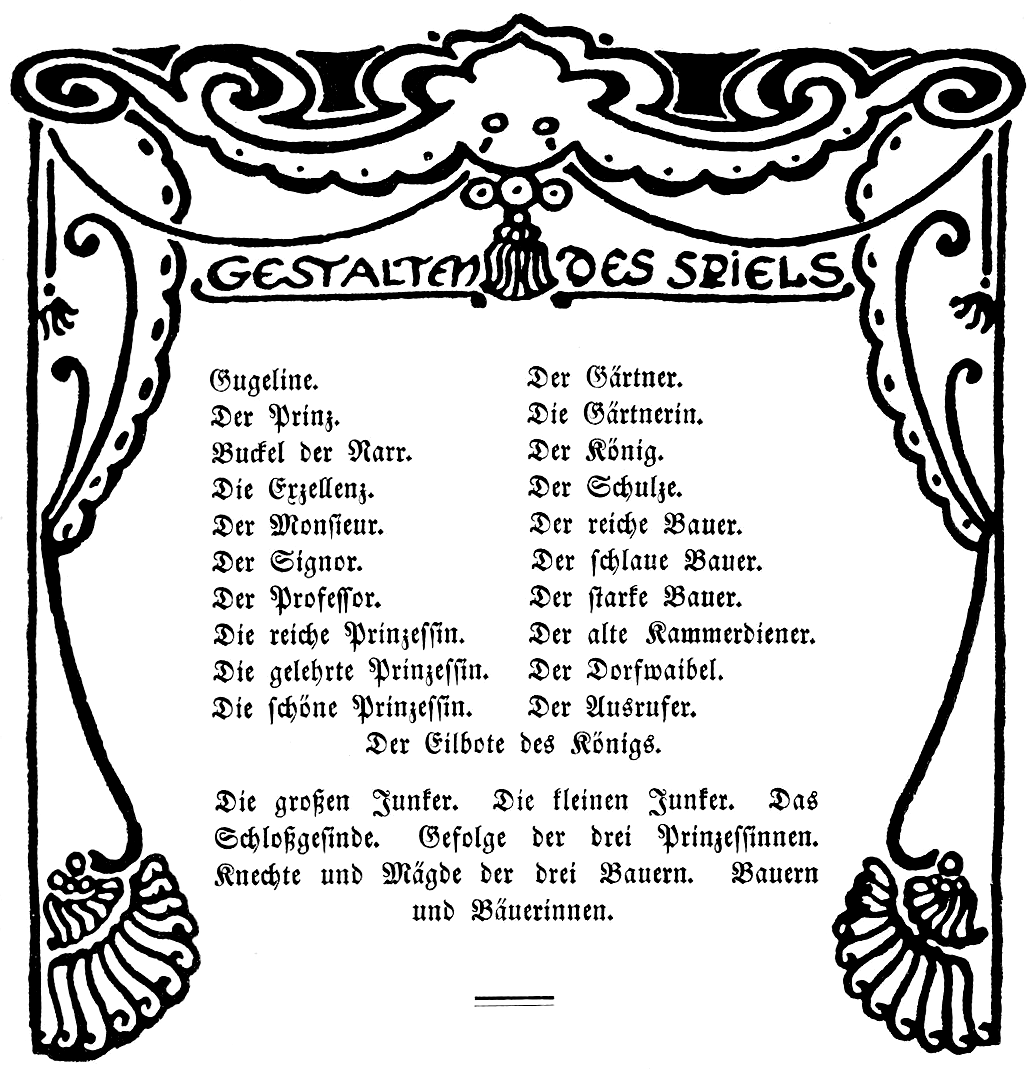
Personenliste der Buchfassung, Berlin 1899

Wie der Text von Thuilles und Bierbaums Vorgängeroper Lobetanz ist auch die Dichtung der Gugeline ein typisches Werk des Jugendstils.:12 Die Handlung ist derjenigen des Lobetanz so ähnlich, dass sie wie durchgepaust wirkt. Walter Keller ging davon aus, dass das keine Ungeschicklichkeit der Autoren war, sondern Absicht. Die Handlungen seien analog zu den Ornamenten der Buchausgaben als „Pausranken“ zu verstehen: „In ‚Gugeline’ triumphiert der Stilwille des Jugendstils, indem er die Bühnenhandlung zur Arabeske macht.“:13
Die szenische Struktur der Gugeline ist eng an die von Wagners Parsifal angelehnt. In beiden Opern ist das mittlere Bild deutlich abgesetzt, während die äußeren Bilder jeweils dieselbe Abfolge von Außen- und Innenraum zeigen::14
| Gugeline                           | Parsifal                         |
| ---------------------------------- | -------------------------------- |
| 1. Aufzug Frisch gemähte Wiese     | 1. Aufzug Waldlichtung           |
| 2. Aufzug Prunksaal im Bergschloss | 1. Aufzug Gralsburg              |
| 3. Aufzug Bauerngärtchen           | 2. Aufzug Klingsors Zaubergarten |
| 4. Aufzug Gemeindewiese            | 3. Aufzug Waldlichtung           |
| 5. Aufzug Hof des Bergschlosses    | 3. Aufzug Gralsburg              |

Die Handlung ist dagegen vollständig symmetrisch aufgebaut. Im zweiten und im vierten Aufzug gibt es jeweils eine Brautschau – die des Prinzen im Schloss, die Gugelines im Freien. Der fünfte Akt beantwortet mit den Schlussworten die Frage des Prinzen im ersten Akt nach dem Wesen der Liebe: „Das Glück ist gewonnen, die Sonne der Sonnen, die Sonne der Liebe, die selber sich gibt!“:14
Das Libretto besitzt konkrete Szenenanweisungen, die thematisch auf Beethovens Fidelio oder Wagners Parsifal, Die Meistersinger von Nürnberg und Tristan und Isolde hindeuten. Viele Elemente kritisieren den gesellschaftlichen Dekadentismus der Jahrhundertwende:6
Das zentrale musikalische Motiv der Oper ist die Geigenweise des Narren Buckel. Sie erscheint immer wieder in unterschiedlichen Variationen verschiedener Länge. Die Instrumentierung ist meist durchsichtig, doch zu Gugelines Lied „Nacht ohne Sterne“ im dritten Aufzug und am Schluss der Oper wird sie vom vollen Orchester gespielt.:21
Der dritte Aufzug, den Thuille als erstes komponierte, gilt als musikalischer Höhepunkt des gesamten Werks. Dessen Vorspiel schildert in „zarten Holzbläserfarben […] das Bild eines schwärmerischen Mädchens, das zwischen Bangen, Hoffen, Sehnen schwankt“ (Edelmann). Daraus entstehen mit Hilfe sorgfältiger Motivarbeit verschiedene Stimmungsbilder. Die Musik zu Gugelines erstem Kuss beschreibt Edelmann exemplarisch folgendermaßen:

„Musikdramatisches, motivisches, harmonisches und sogar kontrapunktisches Denken durchdringen sich in Thuilles Komposition. Primäre Schicht ist die Harmoniefortschreitung von H-Dur nach Es-Dur; dis wird enharmonisch zu es. Der Es-Dur-Akkord weitet sich in den alterierten Akkord Es/g/ces, einen übermäßigen Dreiklang, sozusagen Thuilles Markenzeichen. Melodisch setzt die Stelle an mit dem Gugeline-Motiv in den Klarinetten, das in Violine I und Flöte rhythmisch diminuiert wird (Takt 3). Zugleich sind die Teilmotive (a) und (b) umgestellt, (a’) ist die Krebsumkehrung von (a).“

Die Zwischenaktmusik vor dem zweiten Aufzug ist entsprechend als Porträt des Prinzen konzipiert. Einem Brief Bierbaums vom 9. November 1898 zufolge stellt es „die Mannwerdung des Prinzen“ dar, „der alle Hindernisse siegreich überwindet, die sich seinem Wollen, ein Weib zu erringen, entgegenstellen“.:23
Die Oper enthält zudem altertümliche Formen wie Menuett oder Fuge.:6 So tanzt das Gefolge der reichen Prinzessin im streng stilisierten zweiten Akt eine Sarabande.:23 Der vierte Aufzug mit der „Bauernfreite“ ist auch musikalisch bodenständiger. Hier fordert bereits das Libretto einen „Ländler nach Art des Schuhplattlers“.:24

### Orchester
Die Orchesterbesetzung der Oper enthält die folgenden Instrumente:
- Holzbläser: drei Flöten (3. auch Piccolo), zwei Oboen, Englischhorn, zwei Klarinetten, Bassklarinette, zwei Fagotte, Kontrafagott
- Blechbläser: vier Hörner, drei Trompeten, drei Posaunen, Tuba
- Pauken, Schlagzeug (ein Spieler): Glockenspiel, Triangel, Becken, große Trommel
- Harfe (evtl. doppelt besetzt)
- Streicher
- Bühnenmusik: zwei Hörner, drei Trompeten, drei Posaunen, Bombardon, zwei Rührtrommeln

## Werkgeschichte

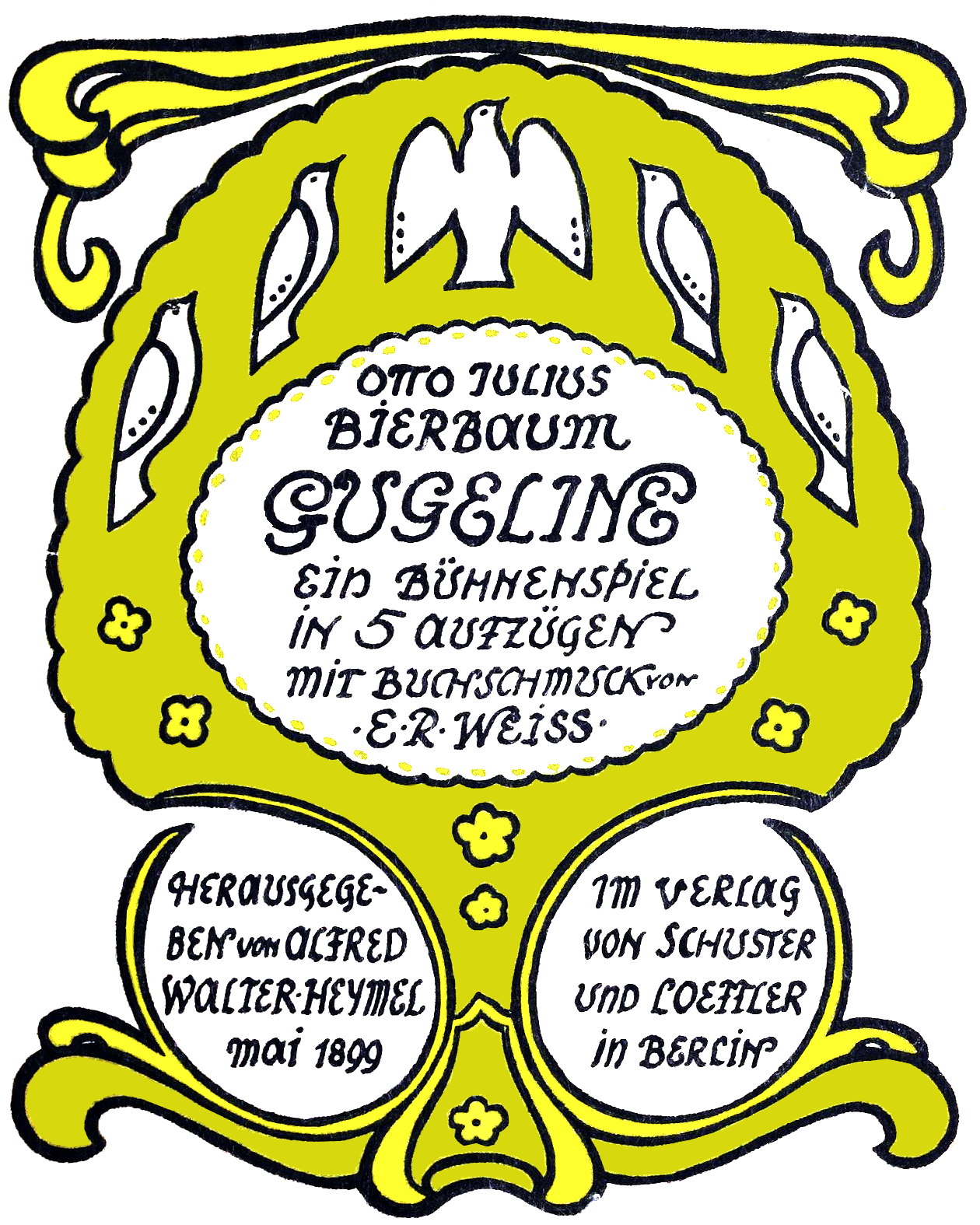
Umschlag der Buchveröffentlichung, Berlin 1899

Gugeline ist Ludwig Thuilles dritte und letzte Oper. Wie bei seiner Vorgängeroper Lobetanz stammt das Libretto von Otto Julius Bierbaum. Die Autoren wollten damit an den Erfolg des Lobetanz anknüpfen und diesen möglichst sogar übertreffen.:3 Die Urfassung des Textbuchs gab Bierbaum 1899 mit Buchschmuck von Emil Rudolf Weiß „als erste Buchveröffentlichung der ‚Insel‘“ der von ihm und Alfred Walter Heymel begründeten Zeitschrift Die Insel heraus. Es trägt die Widmung „Meinem Freunde Ludwig Thuille von Herzen zugeeignet. Schloß Englar im Sommer 1899.“ Für die endgültige Librettofassung nahm Bierbaum geringfügige Änderungen vor. Beispielsweise sind die Partien des Monsieur, Signor und Professor nur noch stumme Rollen. Das Werk benötigt eine große Besetzung, die diejenige des Lobetanz deutlich übertrifft. Es gibt 21 statt 13 Solisten, drei statt zwei Chorausstattungen und fünf statt vier unterschiedliche Schauplätze. Die Gattungsbezeichnung „Bühnenspiel“ deutet auf die Bestrebungen der Autoren hin, eine neue Kunstform zu schaffen. In den Zeitungsankündigungen zur Uraufführungen wurden aber auch andere Bezeichnungen wie „fünfaktige Opernnovität“, „Märchen in 5 Akten“ oder „Oper im grotesk-komischen Stil“ verwendet.:5f Wie Lobetanz war ursprüngliche eine Spieloper mit gesprochenen Dialogen vorgesehen. Die endgültige Oper ist jedoch durchkomponiert. Mit der Komposition begann Thuille noch vor der Uraufführung des Lobetanz.:32
Die Uraufführung sollte ursprünglich Anfang Februar 1901 an der Berliner Hofoper unter der Leitung von Richard Strauss stattfinden. Wie aus einem Brief vom 5. Februar 1899 hervorgeht, beabsichtigte Thuille, diesem die fertige Oper bei einem Besuch in Berlin vorzuspielen. Zu dieser Reise kam es wohl nicht, denn Strauss lernte das Werk erst kennen, als er Thuille im Herbst 1899 in München besuchte. Einem vorläufigen Besetzungsplan vom Oktober 1900 zufolge war für die Titelrolle Emmy Destinn vorgesehen. Intendant Bolko von Hochberg sagte die Produktion jedoch ab, als er von dem benötigten Aufwand erfuhr.:33
Die Uraufführung übernahm nun das Bremer Stadttheater. Schon vor der Premiere berichteten die Zeitungen vom großen Interesse, das Thuilles neue Oper hervorrief. Die Generalprobe wurde in allen Bremer Zeitungen besprochen. Sie verlief zum „allgemeinen Beifall zahlreicher hiesiger Kunstinteressenten und der fremden Musikkapacitäten“ (Bremer Courier vom 3. März 1901).:6

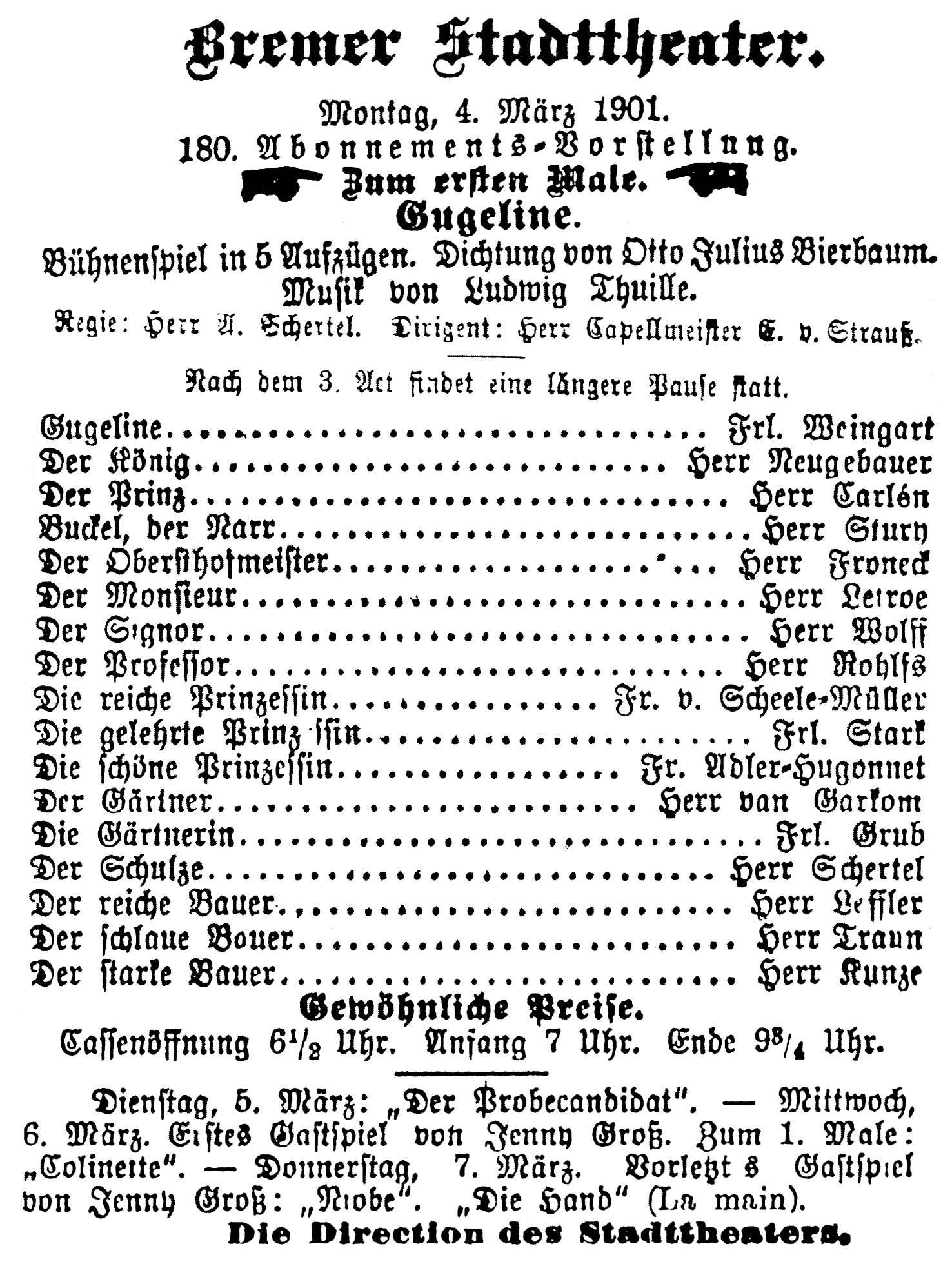
Besetzungszettel der Uraufführung, Bremen 1901

Die Premiere am 4. März 1901 dirigierte der damalige Bremer Theater-Kapellmeister Edmund von Strauß. Regie führte Anton Schertel. Die Hauptrollen sangen Hedwig Weingarten (Gugeline), Neugebauer (König), Friedrich Carlén (Prinz) und Max Stury (Buckel).
Die Kritiken waren gemischt. Am 6. März 1901 schrieb Gerhard Hellmers in der Weser-Zeitung:

„Die hiesige von Herrn Capellmeister von Strauß geleitete Aufführung war mit ungewohntem Luxus an Extrachoristen und Statisten und an Dekorationen und Costümen vortrefflich in Szene gesetzt und hatte in Frl. Weingarten als Gugeline und Herrn Carlén als Prinzen für die Hauptrollen Vertreter gefunden, wie sie besser kaum zu finden sein dürften. Besonders Frl. Weingarten’s junge Bühnenkunst ist, wie es die Rolle verlangt, noch völlig naiv, von des Gedankens Blässe und von der Routine unangekränkelt; der süße Zauber kindlicher Reinheit spricht deutlich aus der natürlichen, halb drolligen Befangenheit, […] und aus der hellen und doch warmen Stimme dieser Gugeline quillt der Schmelz der Jugend. Auch Herr Carlén weiß mit dem Glanz seiner Stimme und ihrer schönen Kunst dem seufzenden Chokoladenprinzen des Märchenspiels auf Augenblicke den Hauch warmen Lebens zu verleihen. […] Der gelungenste Typ der Dichtung und der Darstellung war sicher der reiche Bauernprotz des Herrn Leffler…“

Er lobte die Komposition wegen ihrer Instrumentierung, der freie Harmonik und der „mit immer neuen, hold und bescheiden erblühenden und duftenden Melodien durchsetzte polyphone Rankenwerk der Orchesterbegleitung“, vermisste allerdings Originalität. Das Werk sei „im Grunde nur eine verblaßte Copie des ‚Lobetanz‘“. Eine Kerker-Szene sei vermutlich nur deshalb weggelassen worden, um eine zu große Ähnlichkeit zu vermeiden. Die Figuren erwirkten im Vergleich mit Beethovens Fidelio aber kein wirkliches Mitgefühl beim Publikum: „Leonore lebt in uns, Gugeline und ihr Prinz spielen eben nur ein Spiel, das vielleicht die Phantasie, nie aber unser Herz erregt.“:8 Karl Seifert von den Bremer Nachrichten fand die Musik „molluskenhaft“ und „viel zu raffiniert“. Sie stelle „der gekünstelten Naivität des Textes ein ebenso künstliches, aber jedes naiven Hauchs entbehrendes Orchestergewebe an die Seite. […] Es fehlt dem Werke trotz aller schönen Details, trotz aller Kunst der große einheitliche Zug, die edle Einfachheit, die mit unwiderstehlicher Gewalt packt und fortreißt.“ Der Rezensent der Bremer Bürger-Zeitung fand, dass Thuilles „großes Stimmungsgemälde“ nicht gut zum „leichte[n], schlichte[n], silberdurchsponnene[n] Faden der Dichtung“ passe. Der Kritiker des Bremer Courier lobte die Musik überschwänglich und sagte voraus, dass das Werk bald an allen deutschen Bühnen gespielt werden würde. Das bewahrheitete sich jedoch nicht. Zu Thuiles Lebzeiten gab es nur noch eine Inszenierung des Großherzoglichen Hoftheaters Darmstadt und einige konzertante Teilaufführungen.:9 So wurde der dritte Akt mit Pauline Strauss-de Ahna in der Titelrolle im Rahmen von Richard Strauss’ „Novitäten-concerten“ gespielt.:34 Das Aufführungsmaterial brachte der Mainzer Verlag Schott’s Söhne in großzügiger Ausstattung heraus. Die vom Verlag angeschriebenen Theater lehnten das Werk allerdings aufgrund des gewaltigen personellen und szenischen Aufwands ab.:10
Eine Wiederaufführung gab es erst am 17. April 1999 im Theater Hagen unter der musikalischen Leitung von Georg Fritzsch. Die Inszenierung stammte von Angela Brandt, das Bühnenbild von Harald B. Thor und die Kostüme von Dorin Kroll. Für die Dramaturgie war Peter P. Pachl zuständig. Anstelle der Jugendstil-Bilder der vorigen Jahrhundertwende zeigte die Inszenierung „Topoi eines Trivialmythos des endenden Jahrtausends“ (Pachl). Das Schloss wurde durch ein Raumschiff ersetzt, und der Prinz landete mit einem UFO auf der Wiese.:10

## Digitalisate
- Ursprüngliche Dichtung, Berlin 1899. Digitalisat der Universitätsbibliothek Heidelberg. Ausgabe des Insel-Verlags mit Buchschmuck von Emil Rudolf Weiß
- Libretto. B. Schott’s Söhne, Mainz 1900. Digitalisat der Library of Congress (PDF auf Commons)